# Las Pomas Ejido de Dateje
Las Pomas Ejido de Dateje är en ejido och ort i Mexiko, tillhörande kommunen Acambay de Ruíz Castañeda i den västra delen av delstaten Mexiko, i den centrala delen av landet. Orten hade 180 invånare vid folkräkningen 2010.